# Bruxelles-Ingooigem 1996
La Bruxelles-Ingooigem 1996, quarantanovesima edizione della corsa, si svolse il 12 giugno. Fu vinta dal belga Erwin Thijs della squadra Vlaanderen 2002-Eddy Merckx davanti al connazionale Willy Willems e all'olandese Jans Koerts.

## Ordine d'arrivo (Top 10)
| Pos. | Corridore        | Squadra                     | Tempo    |
| ---- | ---------------- | --------------------------- | -------- |
| 1    | Erwin Thijs      | Vlaanderen 2002-Eddy Merckx | 4h04'00" |
| 2    | Willy Willems    | Tönissteiner-Saxon          | s.t.     |
| 3    | Jans Koerts      | Palmans-Boghemans           | a 9"     |
| 4    | John Den Braber  | Collstrop-Lystex            | s.t.     |
| 5    | Nico Renders     | Vlaanderen 2002-Eddy Merckx | s.t.     |
| 6    | Paul Konings     | Collstrop-Lystex-Merckx     |          |
| 7    | Andy De Smet     | Ipso-Asfra                  |          |
| 8    | Ronny Assez      | Ipso-Asfra                  |          |
| 9    | Andy Missotten   | Tonissteiner-Saxon-Colnago  |          |
| 10   | Gert Van Brabant | Vosschemie-Zetelhallen      |          |